# ارنی فورست
ارنی فورست (انگلیسی: Ernie Forrest; ۱۹ فوریهٔ ۱۹۱۹ – ژانویه ۱۹۸۷ (aged 67)) بازیکن فوتبال اهل بریتانیا بود.
از باشگاه‌هایی که در آن بازی کرده‌است می‌توان به باشگاه فوتبال دارون، باشگاه فوتبال میلوال، باشگاه فوتبال بولتون واندررز، و باشگاه فوتبال گریمزبی تاون اشاره کرد.